# Camponotus nigrifrons
Camponotus nigrifrons är en myrart som först beskrevs av Mayr 1870.  Camponotus nigrifrons ingår i släktet hästmyror, och familjen myror. Inga underarter finns listade.